# Troisdorf-West
Troisdorf-West ((DE)  Troisdorf Ovest, o semplicemente West, Ovest) è uno dei dodici quartieri di Troisdorf, nel circondario tedesco del Reno-Sieg, nel Bundesland della Renania Settentrionale-Vestfalia.
Insieme al quartiere di Rotter See, Troisdorf-West è il più giovane dei quartieri di Troisdorf, entrambi istituiti in occasione delle elezioni comunali del 1º ottobre 1999 per il consiglio comunale. Fino ad allora Troisdorf-West faceva parte di Troisdorf-Mitte.
Una parte del quartiere ha assunto il nome di "Rote Kolonie" ((DE)  Colonia rossa), le cui abitazioni sono protette, quali patrimonio artistico, e restaurate nel 1913.
A Troisdorf-West si trova anche la Gesamtschule (particolare tipologia di istituzione scolastica germanica, un Istituto Comprensivo che ospita più forme di centri di formazione superiore) della città di Troisdorf, la "Europaschule Troisdorf, Städtische Gesamtschule" ((DE)  Istituto europeo di Troisdorf, Gesamtschule statale), sorta nel 1988 dall'unione di un liceo scientifico e una "Hauptschule" ((DE)  scuola principale, scuola superiore di secondo livello ad indirizzo generico).